# سكوت فيريس
سكوت فيريس (بالإنجليزية: Scott Ferris)‏ هو محامي وسياسي أمريكي، ولد في 3 نوفمبر 1877 في الولايات المتحدة، وتوفي في 8 يونيو 1945 في نفس البلد. حزبياً، نشط في الحزب الديمقراطي. وقد انتخب عضو مجلس نواب أوكلاهوما وانتخب عضو مجلس النواب الأمريكي.